# Рого, Абуд
Абуд Рого Мохаммед (1968 — 27 августа 2012) — кенийский исламский деятель. Обвинялся в радикализме, а также организации финансирования действующей в Сомали исламской организации Аш Шабаб. 27 августа 2012 года был убит неизвестными. Убийство Рого вызвало беспорядки и массовые протесты. Абуд Рого стал пятым крупным исламским проповедником, убитым в Кении в 2012 году. По словам кенийского журналиста Дэвида Очами, у Рого были ораторские качества Хасана Насраллы и логика Юсуфа Аль-Кардави.

## Биография
Точная дата рождения неизвестна. Считается, что Рого родился на острове Сию приблизительно в 1968 году, по другим данным, он родился в 1965 году. Его отцом звали Абдалла Али, мать — Мама Мванаиша Рого, происходила из известного рода.
Абуд Рого учился в начальной школе Сию, но вскоре перешёл на учёбу в медресе в Кисауни. Там он специализировался на тафсире и арабском языке. После окончания медресе занимался предпринимательством.
В 1989 году Рого поселился в Момбасе. В 1990-е годы он поддерживал исламскую партию Кении и принимал участие в акциях. В 1992 году он вступил в исламскую партию Кении и баллотировался от неё на пост на местных выборах, но не был избран. После этого оставил политическую деятельность.
В 2002 году Абуд Рого и его родственник были арестованы по подозрению в причастности к теракту в отеле «Paradise Hotel». В июне 2005 года они были отпущены. Суд постановил, что причастность к теракту Рого, а также остальных арестованных не доказана. После этого Рого предположительно установил контакты с исламскими организациями в Сомали, и направлял туда людей.
В 2007 году Рого предположительно стал более радикален, в своих речах он стал представлять деятельность таких организаций, как Союз исламских судов, как оправданную с точки зрения ислама священную войну. Также он Абуд Рого выпустил фетву, в которой работа на правительство Кении была объявлена харамом. В своих проповедях Рого призывал молодых мусульман стать мучениками во имя веры.